# Cannabis ruderalis
A Cannabis ruderalis é uma variedade, subespécie ou espécie de Cannabis nativa da Europa Central e Oriental e da Rússia. Ela contém uma quantidade relativamente baixa do composto psicoativo tetrahidrocanabinol (THC) e não requer fotoperíodo para florescer (ao contrário da C. indica e da C. sativa). Alguns estudiosos aceitam a C. ruderalis como sua própria espécie devido a seus traços e fenótipos exclusivos que a distinguem da C. indica e da C. sativa; outros debatem se a ruderalis é uma subespécie da C. sativa.

## Descrição
Essa espécie é menor do que outras espécies do gênero, raramente ultrapassando 0,61 metro de altura. As plantas têm "caules finos e ligeiramente fibrosos" com pouca ramificação. A folhagem é geralmente aberta com folhas grandes. A Cannabis ruderalis atinge a maturidade muito mais rapidamente do que outras espécies de Cannabis, geralmente de 5 a 7 semanas após o plantio da semente.
Ao contrário de outras espécies do gênero, a C. ruderalis entra no estágio de floração com base na maturidade da planta e não em seu ciclo de luz. Nas variedades C. sativa e C. indica, a planta permanece no estado vegetativo indefinidamente, desde que seja mantido um longo ciclo de luz do dia. Atualmente, os geneticistas de cannabis se referem a plantas sativa ou indica cruzadas com ruderalis como "automáticas".
Com relação ao seu perfil canabinoide, ela geralmente apresenta menos tetrahidrocanabinol (THC) em sua resina em comparação com outras espécies de Cannabis, mas é frequentemente rica em canabidiol (CBD).
- Espécime fêmea selvagem, Rússia
- Espécime macho selvagem, Rússia
- Folhas de cima

## Taxonomia

### Descrição das espécies
Não há consenso na comunidade botânica de que a Cannabis ruderalis seja uma espécie separada, e não uma subespécie da C. sativa. Ela foi descrita pela primeira vez em 1924 por D. E. Janischewsky, observando as diferenças visíveis na semente dos frutos (do tipo aquênio), na forma e no tamanho em relação à C. sativa classificada anteriormente.

### Estudos genômicos
Recentemente, estudos de DNA genômico utilizando marcadores moleculares e diferentes variedades de plantas de diversas origens geográficas foram empregados para enriquecer a discussão sobre a taxonomia da Cannabis. Em 2005, Hillig reforçou o sistema de classificação politípica com base na variação de alozima em 17 loci genômicos. A abordagem de Hillig propôs uma taxonomia mais detalhada, abrangendo três espécies com sete subespécies ou variedades:
- C. sativa
  - C. sativa subsp. sativa var. sativa
  - C. sativa subsp. sativa var. spontanea
  - C. sativa subsp. indica var. kafiristanica
- C. indica
  - C. indica
  - C. indica sensu
- C. chinensis
- C. ruderalis

Clarke e Merlin realizaram mais estudos em 2013 para analisar o gênero misturando marcadores moleculares, quimiotipos e características morfológicas. Eles propuseram um refinamento da hipótese de Hillig e sugeriram que a C. ruderalis poderia ser o ancestral selvagem da C. sativa e da C. indica. No entanto, essas afirmações se basearam em um tamanho de amostra limitado.

### Etimologia
O termo ruderalis é derivado do latim rūdera, que é a forma plural de rūdus, que significa "entulho", "caroço" ou "pedaço áspero de bronze". Em latim botânico, ruderalis significa "erva daninha" ou "que cresce entre os resíduos". Uma espécie ruderal refere-se a qualquer planta que seja a primeira a colonizar a terra após um distúrbio que remove a concorrência.

## Distribuição e habitat
A Cannabis ruderalis foi descrita cientificamente pela primeira vez em 1924 (a partir de plantas coletadas no sul da Sibéria), embora cresça em estado selvagem em outras áreas da Rússia. O botânico russo Janischewski estava estudando a Cannabis selvagem no sistema do rio Volga e percebeu que havia encontrado uma terceira espécie. A C. ruderalis é uma variedade mais resistente cultivada no norte do Himalaia e nos estados do sul da antiga União Soviética, caracterizada por um crescimento mais esparso e "daninho".
Populações semelhantes de C. ruderalis podem ser encontradas na maioria das áreas onde o cultivo de cânhamo já foi predominante. A região mais notável na América do Norte é o meio-oeste dos Estados Unidos, embora as populações ocorram esporadicamente nos Estados Unidos e no Canadá. Grandes populações selvagens de C. ruderalis são encontradas na Europa Central e Oriental, a maioria delas na Ucrânia, Lituânia, Bielorrússia, Letônia, Estônia e países adjacentes. Sem a seleção humana, essas plantas perderam muitas das características para as quais foram originalmente selecionadas e se aclimataram ao seu ambiente.

## Cultivo
As sementes de Cannabis ruderalis foram trazidas para Amsterdã no início da década de 1980 a fim de aprimorar o programa de melhoramento dos bancos de sementes.
A C. ruderalis tem menor teor de THC do que a C. sativa ou a C. indica, por isso raramente é cultivada para uso recreativo. Além disso, a estatura mais baixa da C. ruderalis limita sua aplicação na produção de cânhamo. As cepas de C. ruderalis têm alto teor de canabidiol (CBD), por isso são cultivadas por alguns usuários de maconha medicinal.
Como a C. ruderalis faz a transição do estágio vegetativo para o estágio de floração com a idade, em oposição ao ciclo de luz exigido pelas cepas de fotoperíodo, ela é cultivada com outras cepas domésticas de Cannabis sativa e indica para criar "cepas de cannabis com floração automática". Essa característica oferece aos criadores algumas possibilidades e vantagens agrícolas em relação às variedades de floração fotoperiódica, bem como aspectos de resistência a pressões de insetos e doenças.
As linhagens de C. indica são frequentemente cruzadas com C. ruderalis para produzir plantas autoflorescentes com alto teor de THC, maior resistência e altura reduzida. A Cannabis x intersita Sojak, uma linhagem identificada em 1960, é um cruzamento entre C. sativa e C. ruderalis. As tentativas de produzir uma variedade de Cannabis com uma estação de crescimento mais curta são outra aplicação do cultivo da C. ruderalis. A C. ruderalis, quando cruzada com variedades de sativa e indica, carregará a característica recessiva de autofloração. Outros cruzamentos estabilizarão essa característica e darão origem a uma planta que floresce automaticamente e pode estar totalmente madura em apenas 10 semanas.

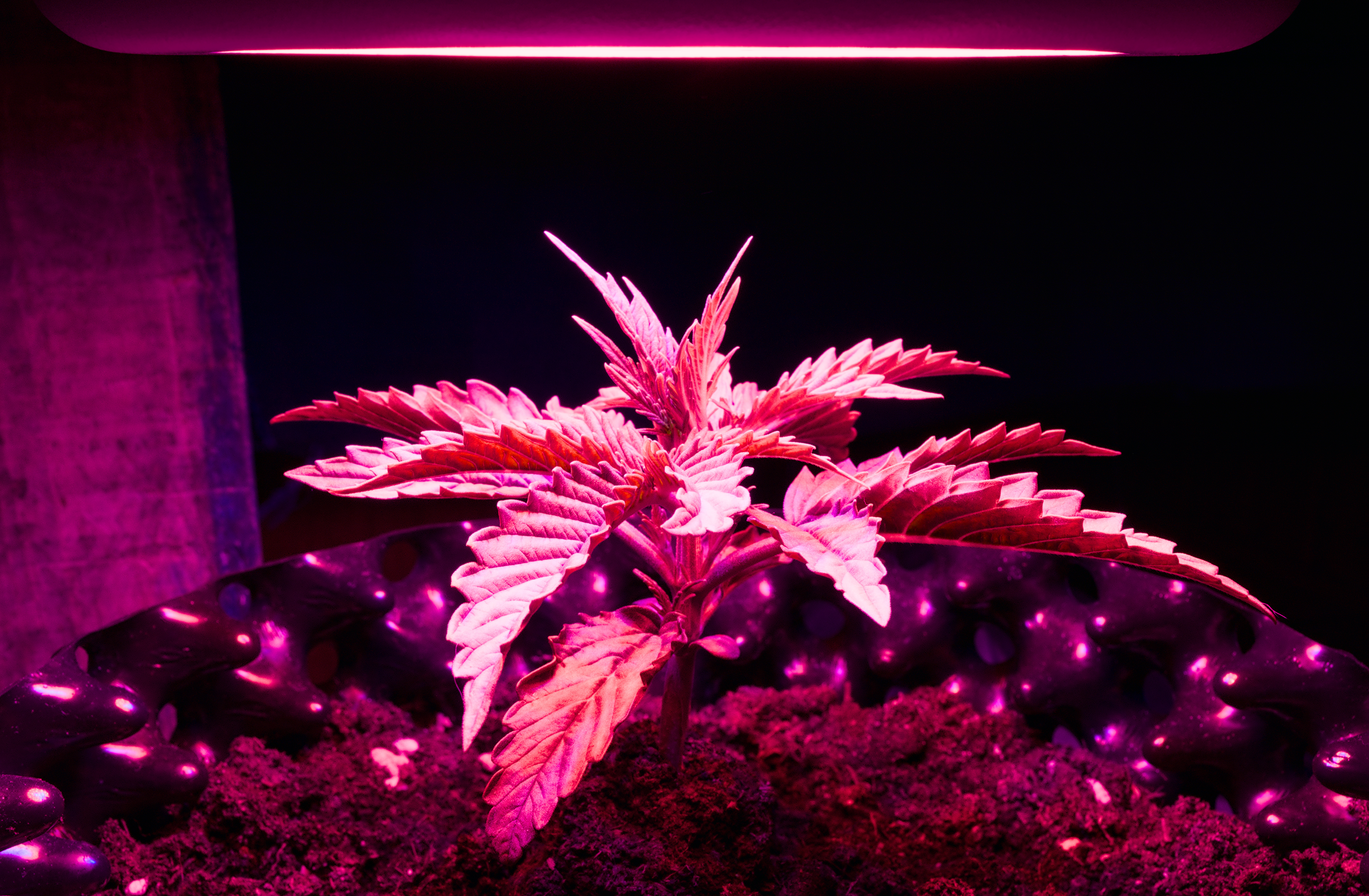
Planta crescendo em ambiente interno sob luzes LED.

Os cultivadores também preferem as plantas ruderalis devido ao seu tempo de produção reduzido, normalmente terminando em 3-4 meses em vez de 6-8 meses. A característica de autofloração é extremamente benéfica porque permite várias colheitas em uma estação de cultivo ao ar livre sem o uso de técnicas de privação de luz necessárias para várias colheitas de variedades dependentes de fotoperíodo.

## Usos
A Cannabis ruderalis é tradicionalmente usada na medicina popular russa e mongol, especialmente para uso no tratamento da depressão. Como a C. ruderalis está entre os biótipos de Cannabis com menor produção de THC, ela raramente é usada para fins recreativos.
No uso moderno, a C. ruderalis foi cruzada com cepas de Bedrocan para produzir a cepa Bediol para pacientes com prescrições médicas. A concentração tipicamente mais alta de CBD pode tornar as plantas ruderalis viáveis para o tratamento de ansiedade ou epilepsia.

### Livros
- Booth, Martin (2005). Cannabis: A History. [S.l.]: Picador. pp. 2–3. ISBN 9781250082190
- Cervantes, Jorge (2006). Marijuana Horticulture: The Indoor/Outdoor Medical Grower's Bible 5ª ed. [S.l.]: Van Patten Publishing. ISBN 9781878823236
- Clarke, Robert Connell (1981). Marijuana Botany: An Advanced Study. Berkeley, California: Ronin Publishing, Inc. ISBN 9780914171782
- Clarke, Robert Connell; Merlin, Mark David (2013). Cannabis: evolution and ethnobotany. Berkeley: University of California Press. ISBN 978-0-520-27048-0
- Green, Greg (2005). The Cannabis Breeder's Bible: The Definitive Guide to Marijuana Genetics, Cannabis Botany and Creating Strains for the Seed Market. [S.l.]: Green Candy Press. 14 páginas. ISBN 978-1931160278
- Ratsch, Christian (1998). Marijuana Medicine: A World Tour of the Healing and Visionary Powers of Cannabis. Traduzido por John Baker. Switzerland: AT Verlag Aarau. ISBN 9780892819331
- Stafford, Peter (1992). Psychedelics Encyclopedia. Berkeley, California: Ronin Publishing, Inc. 159 páginas. ISBN 9781579511692
- Stearn, William (2004). Botanical Latin. [S.l.]: Timber Press. 485 páginas. ISBN 9780881926279

### Artigos
- Basile, Giuseppe N.; Tedone, Luigi; Pulvento, Cataldo; De Mastro, Giuseppe; Ruta, Claudia (2023). «Establishment of an Efficient In Vitro Propagation Protocol for Cannabis sativa L. subsp. ruderalis Janish». Horticulturae (em inglês). 9 (11). 1241 páginas. ISSN 2311-7524. doi:10.3390/horticulturae9111241
- Hillig, Karl W.; Mahlberg, Paul G. (1 de junho de 2004). «A chemotaxonomic analysis of cannabinoid variation in Cannabis (Cannabaceae)». American Journal of Botany (em inglês). 91 (6): 966–975. ISSN 0002-9122. PMID 21653452. doi:10.3732/ajb.91.6.966
- Hillig, Karl W. (1 de março de 2005). «Genetic evidence for speciation in Cannabis (Cannabaceae)». Genetic Resources and Crop Evolution (em inglês). 52 (2): 161–180. ISSN 1573-5109. doi:10.1007/s10722-003-4452-y
- Lapierre, Éliana; Monthony, Adrian S.; Torkamaneh, Davoud (1 de agosto de 2023). «Genomics-based taxonomy to clarify cannabis classification». Genome (em inglês). 66 (8): 202–211. ISSN 0831-2796. doi:10.1139/gen-2023-0005
- Schultes, Richard Evans; Schultes, Richard Evans; Klein, William M.; Plowman, Timothy; Lockwood, Tom E. (28 de fevereiro de 1974). «Cannabis: an Example of Taxonomic Neglect». Botanical Museum leaflets, Harvard University. 23 (9): 337––367. doi:10.5962/p.168565